# Thistledown
Thistledown é um filme musical britânico de 1938, produzido por Irving Asher, dirigido por Arthur B. Woods e estrelado pelos atores Aino Bergö, Keith Falkner, Athole Stewart, Sharon Lynn e Amy Veness.
O British Film Institute listou este filme como perdido.

## Elenco
- Aino Bergö - Therese Glenloch
- Keith Falkner - Sir Ian Glenloch
- Athole Stewart - Duque de Invergower
- Sharon Lynn - Ivy Winter
- Bruce Lester - Lord James Dunfoyle
- Ian Maclean - Rossini
- Amy Veness - Mary Glenloch
- Vera Bogetti - Simmonds
- Gordon McLeod - Gallagher